# Telo mimetico

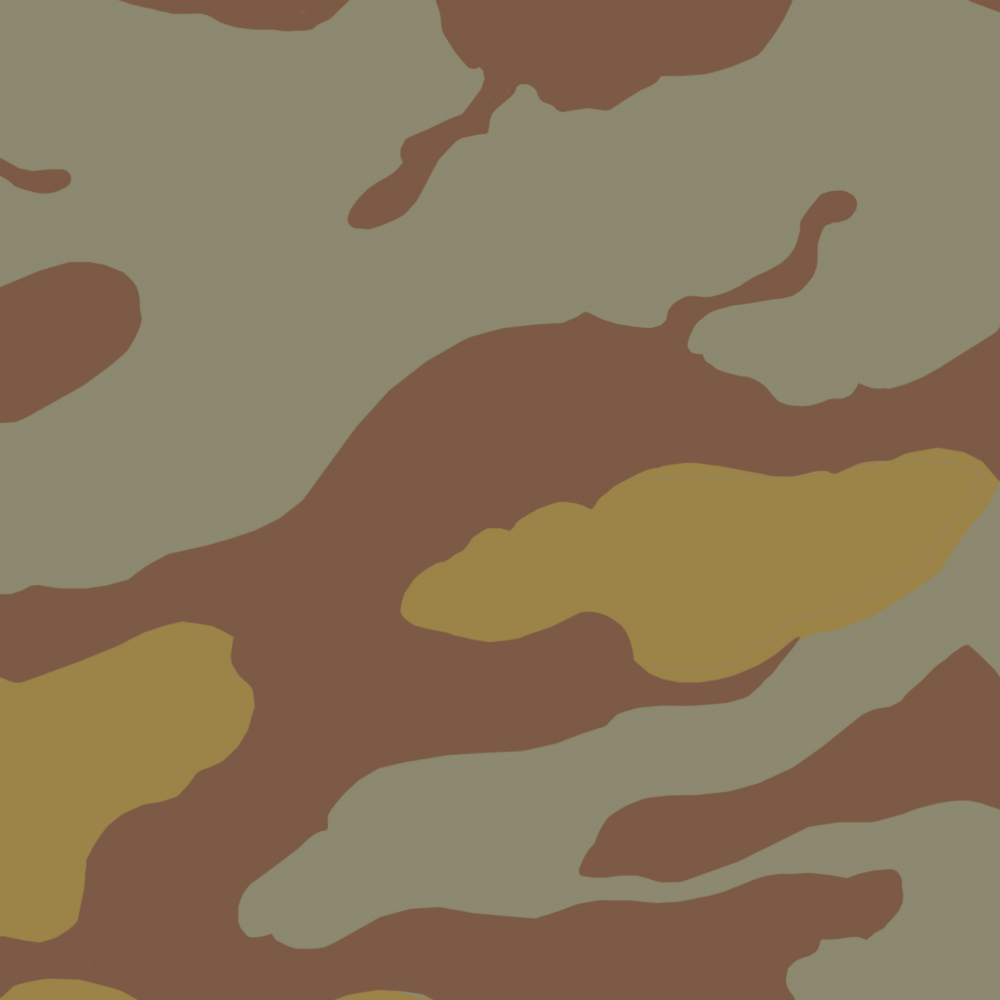
Wersja maskowania z czasów II wojny światowej

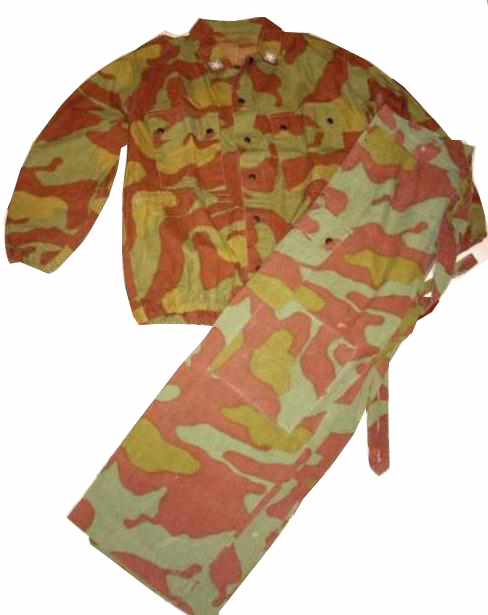
Włoski mundur polowy z maskowaniem telo mimetico, wersja z 1958 r.

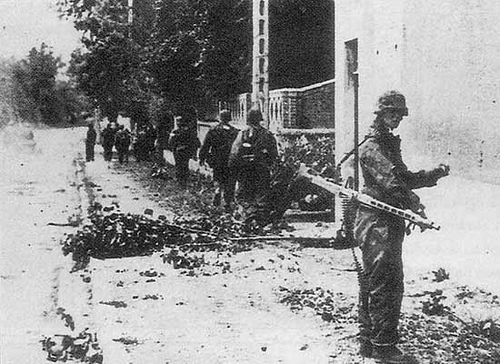
Żołnierze 12 Dywizji Pancernej SS "Hitlerjugend" w kombinezonach uszytych ze zdobycznego materiału Telo Mimetico

M1929 Telo mimetico – wzór maskowania używany przez Włoskie Siły Zbrojne na pałatkach i mundurach w XX w. 
Kamuflaż został wprowadzony w 1929. Był pierwszym na świecie powszechnie używanym maskowaniem. Jest również najdłużej wykorzystywanym wzorem. 

## Ewolucja wzoru
Pierwotnie kamuflaż nie był przeznaczony do noszenia przez żołnierzy, jednakże pałatki z wzorem były przez nich używane jako peleryny przeciwdeszczowe. Od 1937 wzór telo mimetico zaczął być umieszczany na kurtkach żołnierzy włoskich wojsk spadochronowych. Przed wybuchem II wojny światowej wzór został zmieniony, najprawdopodobniej z powodu zastosowania mniejszych wałków drukarskich. Skutkowało to proporcjonalnym pomniejszeniem i zintensyfikowaniem podłużnym wzoru, pozostawiono jednak pierwotny kształt i kolory.  
Kolorystyka oparta była na niemieckim wzorze Buntfarbenmuster. Wykorzystano barwy: szarozieloną, brązową, żółtą i ochrową. Wzór telo mimetico posiadał jednak większe, faliste łaty, co różniło go od kanciastego niemieckiego wzoru. Również ilość ochry była mniejsza, niż w niemieckim odpowiedniku. W celu przyśpieszenia produkcji kolorystyka została z czasem zmieniona. Powojenne wersje zawierały więcej barw: brązowej, brunatno-rdzawej, a barwa zielona została zamieniona na jasnoszarą. 

## Wykorzystanie
W 1941 wzór zaczął być używany przez wojska niemieckie, szczególnie przez jednostki Waffen-SS stacjonujące we Włoszech. Po włoskiej kapitulacji w 1944 zapasy maskujących tkanin zostały przejęte przez Niemców i weszły w użycie na innych frontach. Część z nich trafiła w ręce oddziałów radzieckich i czechosłowackich. Sprzęt służący do produkcji tkanin maskujących został najprawdopodobniej przeniesiony przez Niemców na tereny Czechosłowacji, umożliwiając tym samym powojenną produkcję maskowania. Z powodu rozpowszechnienia się wzoru telo mimetico, stał się on wzorcem dla późniejszych kamuflaży. Przykładami mogą być: czechosłowacki Vz 60 mlok oraz norweski M75.
Wzór maskowania był używany przez wojska włoskie do lat 90. XX w. Został wtedy zamieniony na nowy, bazujący na amerykańskim kamuflażu M81 Woodland. 

## Telo mimetico w sztuce
W 1966 włoski artysta Alighiero Boetti oprawił w ramy płótno z wzorem, nadając mu tytuł Mimetico (wł. Kamuflaż, Mimikra). Jedna z prac nurtu arte povera (wł. sztuka uboga, zgrzebna), prowadzącego w prostej linii do sztuki konceptualnej, miała być wyzwaniem dla abstrakcyjnego nurtu – taszyzmu, charakteryzującego się malowaniem dużych plam różnych kolorów.